# Josua Stegmann

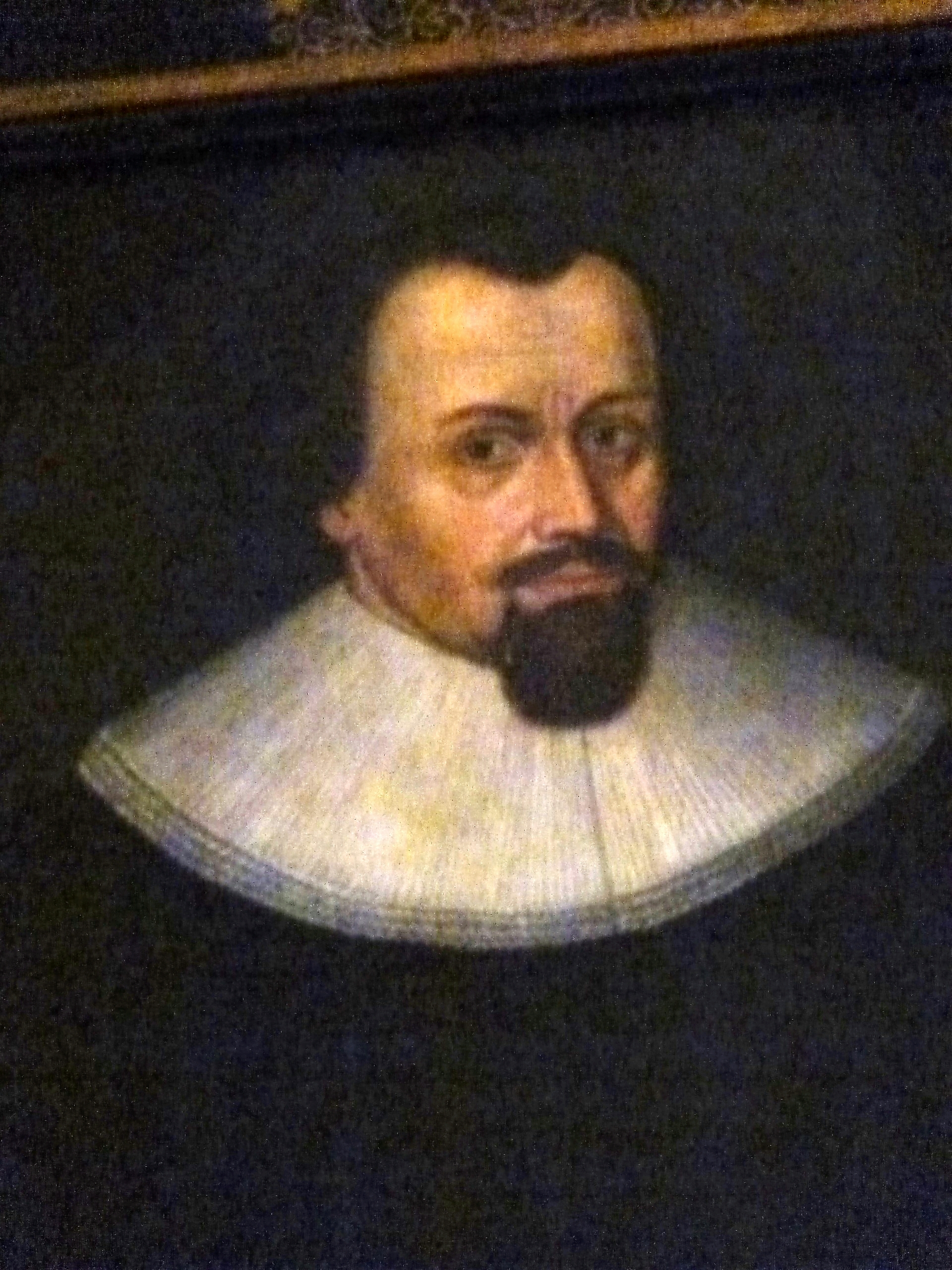
Ölgemälde von Berent Woltemate 1634

Josua Stegmann (* 14. September 1588 in Sülzfeld bei Meiningen; † 3. August 1632 in Rinteln) war ein deutscher evangelischer Theologe und Dichter von Kirchenliedern.

## Leben
Stegmann entstammte einer theologisch geprägten Familie. Seine Eltern waren der Pfarrer von Sülzfeld, Ambrosius Stegmann, und dessen Ehefrau Rebecca Löner, Enkeltochter des evangelischen Theologen und Reformators Kaspar Löner. Fünf Jahre nach Stegmanns Geburt wurde sein Vater Superintendent in Eckartsberga.
Josua Stegmann studierte in Leipzig, wo er 1616 Adjunkt an der Philosophischen Fakultät wurde. 1617 wurde er in Wittenberg zum Dr. theol. promoviert und wurde im selben Jahr Superintendent der Grafschaft Schaumburg, Oberpfarrer und Lehrer am Gymnasium Stadthagen. Am 14. Oktober 1618 ehelichte er die Witwe seines Vorgängers im Amt des Superintendenten Johann Jacob Bernhardi, Elisabeth Margarethe Crop, Tochter des Amtmanns und Bürgermeisters zu Stadthagen, Heinrich Crop.
1621 berief man ihn zum Professor der Theologie an die neu gegründete, aus dem Gymnasium Stadthagen hervorgegangene Universität Rinteln. Dort hielt er am 17. Juli 1621 die Einweihungspredigt. Als die Universität nach dem Erlass des Restitutionsedikts vom 6. März 1629 durch Kaiser Ferdinand II. unter dem Schutz einer kaiserlichen Besatzung im Jahre 1630 von Benediktinermönchen aus Corvey und aus englischen Klöstern vertriebenen Benediktinern in Besitz genommen wurde, zwangen sie Stegmann zu einer öffentlichen Disputation in Gegenwart vieler Benediktiner-, Augustiner- und Dominikaner-Ordensbrüder, wobei er von diesen und bestellten Lärmmachern verhöhnt und in Verwirrung gebracht wurde. Er starb wenige Wochen später an einem „hitzigen Fieber“ am 3. August 1632 im Alter von erst 44 Jahren. Sein Grabmal in St. Nikolai in Rinteln ist erhalten.
Stegmann verfasste apologetische und erbauliche Schriften und dichtete Kirchenlieder. Das Evangelische Gesangbuch enthält das bekannte, von ihm getextete Lied Ach bleib mit deiner Gnade bei uns, Herr Jesu Christ (EG 347), das von Melchior Vulpius vertont wurde.

## Gedenktag
3. August im Evangelischen Namenkalender.